# Су Лукаут
Су Лукаут (енгл. Sioux Lookout) је општина у Канади у покрајини Онтарио. Према резултатима пописа 2011. у општини је живело 5.037 становника.

## Становништво
Према резултатима пописа становништва из 2011. у граду је живело 5.037 становника, што је за 2,8% мање у односу на попис из 2006. када је регистровано 5.183 житеља.
| 2006. | 2011. |
| ----- | ----- |
| 5.183 | 5.037 |